# Macka saperska

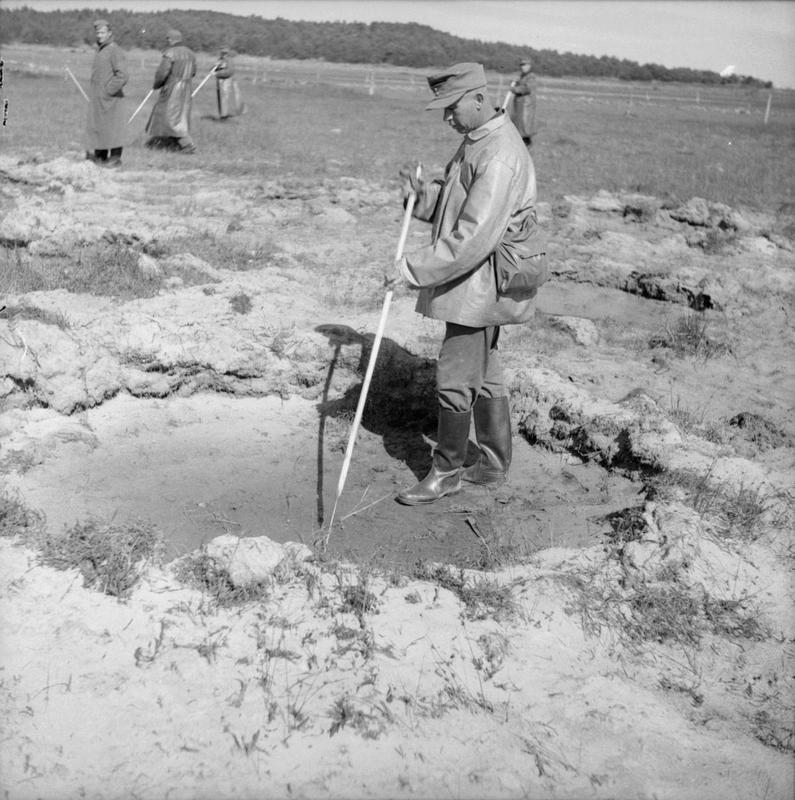
Niemiecki jeniec poszukuje min w Norwegii używając macki

Macka saperska – prosty przyrząd do wykrywania min składający się z zaostrzonego metalowego pręta, zamocowanego na długim trzonku. Poszukiwanie min polega na ostrożnym nakłuwaniu przez sapera przeszukiwanego miejsca co kilkanaście centymetrów i oznaczaniu miejsc, w których pod powierzchnią znajduje się jakiś przedmiot.